# Liberec Open 2013

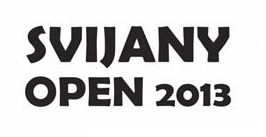

Il Liberec Open 2013, noto anche come Svijany Open per motivi di sponsorizzazione, è stato un torneo di tennis facente parte della categoria ATP Challenger Tour nell'ambito dell'ATP Challenger Tour 2013. È stata la prima edizione del torneo e si è giocata a Liberec in Repubblica Ceca dal 30 luglio al 4 agosto 2013 su campi in terra rossa e aveva un montepremi di €30,000+H.

## Partecipanti singolare

### Teste di serie
| Nazionalità | Giocatore             | Ranking* | Testa di serie |
| ----------- | --------------------- | -------- | -------------- |
| Argentina   | Federico Delbonis     | 65       | 1              |
| Rep. Ceca   | Jiří Veselý           | 98       | 2              |
| Spagna      | Rubén Ramírez Hidalgo | 110      | 3              |
| Slovenia    | Blaž Kavčič           | 127      | 4              |
| Ucraina     | Oleksandr Nedovjesov  | 151      | 5              |
| Italia      | Thomas Fabbiano       | 178      | 6              |
| Rep. Ceca   | Jan Mertl             | 184      | 7              |
| Germania    | Björn Phau            | 189      | 8              |

- Ranking al 22 luglio 2013.

### Altri partecipanti
Giocatori che hanno ricevuto una wild card:
- Michal Konečný
- Michal Schmid
- Adam Pavlásek
- Jan Kuncik

Giocatori che sono passati dalle qualificazioni:
- Edward Corrie
- Ivo Klec
- Marek Michalička
- Grzegorz Panfil

Giocatori che hanno ricevuto un entry come alternate:
- Filip Krajinović
- Thomas Schoorel

## Vincitori

### Singolare
Jiří Veselý ha battuto in finale  Federico Delbonis con il punteggio di 6(2)–7, 7–6(7), 6–4

### Doppio
Rameez Junaid /  Tim Pütz hanno battuto in finale  Colin Ebelthite /  Lee Hsin-han con il punteggio di 6–0, 6–2